# Michael Bisping
Michael Bisping (n. 28 februarie 1979, Akrotiri și Dhekelia, Regatul Unit) este un luptător de arte marțiale mixte și actor englez, care în prezent concurează în categoria de greutate medie din Ultimate Fighting Championship unde este actualul campion. Bisping este fost campion semigreu din Cage Rage, și câștigătorul turneului The Ultimate Fighter 3.

## Filmografie

### Film
| An   | Titlu                      | Rol         | Note       |
| ---- | -------------------------- | ----------- | ---------- |
| 2010 | Beatdown                   | Drake Colby |            |
| 2014 | Plastic                    | Kasper      |            |
| 2014 | The Anomaly                | Sergio      |            |
| 2017 | XXX: Return of Xander Cage | Hawk        |            |
| 2017 | My Name Is Lenny           | Roy Shaw    |            |
| 2018 | Den of Thieves             | Connor      | Cameo      |
| 2019 | Triple Threat              | Joey        |            |
| 2021 | Bisping                    | Rolu său    | Documentar |
| 2021 | Never Back Down: Revolt    | Janek       |            |
| 2024 | Fight Another Day          | Arthur Dane |            |
| 2025 | Den of Thieves 2: Pantera  | Connor      |            |
| 2025 | Red Sonja †                | Hawk        | Viitor     |

### Televiziune
| An           | Titlu           | Rol               | Note                                                             |
| ------------ | --------------- | ----------------- | ---------------------------------------------------------------- |
| 2010         | Hollyoaks Later | Nathan McAllister | Sezonul 3 5 episoade                                             |
| 2015         | Strike Back     | Aaron             | Episodul: "Legacy: Part 1"                                       |
| 2017         | Twin Peaks      | Guard             | Episodul: "Part 1"                                               |
| 2017         | Dark Matter     | Goren             | Episodul: "Give It Up, Princess"                                 |
| 2018         | MacGyver        | Porter            | Episodul: "UFO + Area 51"                                        |
| 2019         | Magnum P.I.     | Jason Coburn      | Episodul: "The Day It All Came Together"                         |
| 2019         | Hyperdrive      | Presenter         | 10 episoade                                                      |
| 2020         | Warrior         | Dolph Jagger      | Episodul: "To a Man with a Hammer, Everything Looks Like a Nail" |
| 2021–prezent | UFC Fight Week  | Rolul său         |                                                                  |

## Rezultate în arte marțiale mixte
| Rezultate profesioniste |             |              |
| 39 meciuri              | 30 victorii | 9 înfrângeri |
| Prin knockout           | 16          | 3            |
| Prin predare            | 4           | 2            |
| La puncte               | 10          | 4            |

| Rezultat   | La general | Adversar          | Metodă                                  | Eveniment                                                 | Data               | Runda | Timp | Locația                                | Note                                                             |
| ---------- | ---------- | ----------------- | --------------------------------------- | --------------------------------------------------------- | ------------------ | ----- | ---- | -------------------------------------- | ---------------------------------------------------------------- |
| Înfrângere | 30–9       | Kelvin Gastelum   | KO (punch)                              | UFC Fight Night: Bisping vs. Gastelum                     | 25 noiembrie 2017  | 1     | 2:30 | Shanghai, China                        |                                                                  |
| Înfrângere | 30–8       | Georges St-Pierre | Technical Submission (rear-naked choke) | UFC 217                                                   | 4 noiembrie 2017   | 3     | 4:23 | New York City, New York, United States | Lost the UFC Middleweight Championship.                          |
| Victorie   | 30–7       | Dan Henderson     | Decizie (unanim)                        | UFC 204                                                   | 8 octombrie 2016   | 5     | 5:00 | Manchester, England                    | Defended the UFC Middleweight Championship. Fight of the Night.  |
| Victorie   | 29–7       | Luke Rockhold     | KO (punches)                            | UFC 199                                                   | 04 iunie 2016      | 1     | 3:36 | Inglewood, California, United States   | Won the UFC Middleweight Championship. Performance of the Night. |
| Victorie   | 28–7       | Anderson Silva    | Decizie (unanim)                        | UFC Fight Night: Silva vs. Bisping                        | 27 februarie 2016  | 5     | 5:00 | London, England                        | Fight of the Night.                                              |
| Victorie   | 27–7       | Thales Leites     | Decizie (split)                         | UFC Fight Night: Bisping vs. Leites                       | 18 iulie 2015      | 5     | 5:00 | Glasgow, Scotland                      |                                                                  |
| Victorie   | 26–7       | C.B. Dollaway     | Decizie (unanim)                        | UFC 186                                                   | 25 aprilie 2015    | 3     | 5:00 | Montreal, Quebec, Canada               |                                                                  |
| Înfrângere | 25–7       | Luke Rockhold     | Submission (guillotine choke)           | UFC Fight Night: Rockhold vs. Bisping                     | 7 noiembrie 2014   | 2     | 0:57 | Sydney, Australia                      |                                                                  |
| Victorie   | 25–6       | Cung Le           | TKO (knee and punches)                  | UFC Fight Night: Bisping vs. Le                           | 23 august 2014     | 4     | 0:57 | Macau, SAR, China                      | Performance of the Night.                                        |
| Înfrângere | 24–6       | Tim Kennedy       | Decizie (unanim)                        | The Ultimate Fighter Nations Finale: Bisping vs. Kennedy  | 16 aprilie 2014    | 5     | 5:00 | Quebec City, Quebec, Canada            |                                                                  |
| Victorie   | 24–5       | Alan Belcher      | Technical Decision (unanimous)          | UFC 159                                                   | 27 aprilie 2013    | 3     | 4:29 | Newark, New Jersey, United States      |                                                                  |
| Înfrângere | 23–5       | Vitor Belfort     | TKO (head kick and punches)             | UFC on FX: Belfort vs. Bisping                            | 19 ianuarie 2013   | 2     | 1:27 | São Paulo, Brazil                      |                                                                  |
| Victorie   | 23–4       | Brian Stann       | Decizie (unanim)                        | UFC 152                                                   | 22 septembrie 2012 | 3     | 5:00 | Toronto, Ontario, Canada               |                                                                  |
| Înfrângere | 22–4       | Chael Sonnen      | Decizie (unanim)                        | UFC on Fox: Evans vs. Davis                               | 28 ianuarie 2012   | 3     | 5:00 | Chicago, Illinois, United States       | UFC Middleweight title eliminator.                               |
| Victorie   | 22–3       | Jason Miller      | TKO (knees to the body and punches)     | The Ultimate Fighter: Team Bisping vs. Team Miller Finale | 3 decembrie 2011   | 3     | 3:34 | Las Vegas, Nevada, United States       |                                                                  |
| Victorie   | 21–3       | Jorge Rivera      | TKO (punches)                           | UFC 127                                                   | 27 februarie 2011  | 2     | 1:54 | Sydney, Australia                      |                                                                  |
| Victorie   | 20–3       | Yoshihiro Akiyama | Decizie (unanim)                        | UFC 120                                                   | 16 octombrie 2010  | 3     | 5:00 | London, England                        | Fight of the Night.                                              |
| Victorie   | 19–3       | Dan Miller        | Decizie (unanim)                        | UFC 114                                                   | 29 mai 2010        | 3     | 5:00 | Las Vegas, Nevada, United States       |                                                                  |
| Înfrângere | 18–3       | Wanderlei Silva   | Decizie (unanim)                        | UFC 110                                                   | 20 februarie 2010  | 3     | 5:00 | Sydney, Australia                      |                                                                  |
| Victorie   | 18–2       | Denis Kang        | TKO (knees to the body and punches)     | UFC 105                                                   | 14 noiembrie 2009  | 2     | 4:24 | Manchester, England                    | Fight of the Night.                                              |
| Înfrângere | 17–2       | Dan Henderson     | KO (punch)                              | UFC 100                                                   | 11 iulie 2009      | 2     | 3:20 | Las Vegas, Nevada, United States       | UFC Middleweight title eliminator.                               |
| Victorie   | 17–1       | Chris Leben       | Decizie (unanim)                        | UFC 89                                                    | 18 octombrie 2008  | 3     | 5:00 | Birmingham, England                    | Leben tested positive for Stanozolol.                            |
| Victorie   | 16–1       | Jason Day         | TKO (punches)                           | UFC 85                                                    | 7 iunie 2008       | 1     | 3:42 | London, England                        |                                                                  |
| Victorie   | 15–1       | Charles McCarthy  | TKO (arm injury)                        | UFC 83                                                    | 19 aprilie 2008    | 1     | 5:00 | Montreal, Quebec, Canada               | Middleweight debut.                                              |
| Înfrângere | 14–1       | Rashad Evans      | Decizie (split)                         | UFC 78                                                    | 17 noiembrie 2007  | 3     | 5:00 | Newark, New Jersey, United States      |                                                                  |
| Victorie   | 14–0       | Matt Hamill       | Decizie (split)                         | UFC 75                                                    | 8 septembrie 2007  | 3     | 5:00 | London, England                        |                                                                  |
| Victorie   | 13–0       | Elvis Sinosic     | TKO (punches)                           | UFC 70                                                    | 21 aprilie 2007    | 2     | 1:40 | Manchester, England                    | Fight of the Night.                                              |
| Victorie   | 12–0       | Eric Schafer      | TKO (punches)                           | UFC 66                                                    | 30 decembrie 2006  | 1     | 4:24 | Las Vegas, Nevada United States        |                                                                  |
| Victorie   | 11–0       | Josh Haynes       | TKO (punches)                           | The Ultimate Fighter: Team Ortiz vs. Team Shamrock Finale | 24 iunie 2006      | 2     | 4:14 | Las Vegas, Nevada, United States       | Won The Ultimate Fighter 3.                                      |
| Victorie   | 10–0       | Ross Pointon      | Submission (armbar)                     | CWFC: Strike Force 4                                      | 26 noiembrie 2005  | 1     | 2:00 | Coventry, England                      | Defended the Cage Warriors Light Heavyweight Championship.       |
| Victorie   | 9–0        | Jakob Lovstad     | Submission (punches)                    | CWFC: Strike Force 3                                      | 1 octombrie 2005   | 1     | 1:10 | Coventry, England                      | Defended the Cage Warriors Light Heavyweight Championship.       |
| Victorie   | 8–0        | Miika Mehmet      | TKO (corner stoppage)                   | CWFC: Strike Force 2                                      | 16 iulie 2005      | 1     | 3:01 | Coventry, England                      | Defended the Cage Warriors Light Heavyweight Championship.       |
| Victorie   | 7–0        | Alex Cook         | Submission (guillotine choke)           | FX3: Xplosion                                             | 18 iunie 2005      | 1     | 3:21 | Reading, England                       | Won the FX3 Light Heavyweight Championship.                      |
| Victorie   | 6–0        | Dave Radford      | TKO (punches)                           | CWFC: Ultimate Force                                      | 30 aprilie 2005    | 1     | 2:46 | Sheffield, England                     | Won the Cage Warriors Light Heavyweight Championship.            |
| Victorie   | 5–0        | Mark Epstein      | KO (punch)                              | Cage Rage 9                                               | 27 noiembrie 2004  | 3     | 4:43 | London, England                        | Defended the Cage Rage Light Heavyweight Championship.           |
| Victorie   | 4–0        | Andy Bridges      | KO (punch)                              | Pride & Glory 3 – Glory Days                              | 7 august 2004      | 1     | 0:45 | Newcastle upon Tyne, England           |                                                                  |
| Victorie   | 3–0        | Mark Epstein      | TKO (punches and knees)                 | Cage Rage 7                                               | 10 iulie 2004      | 2     | 1:27 | London, England                        | Won the Cage Rage Light Heavyweight Championship.                |
| Victorie   | 2–0        | John Weir         | TKO (punches)                           | UK MMA Championship 7 – Rage & Fury                       | 30 mai 2004        | 1     | 0:50 | Manchester, England                    |                                                                  |
| Victorie   | 1–0        | Steve Mathews     | TKO (Punches)                           | Pride & Glory 2 – Battle of the Ages                      | 10 aprilie 2004    | 1     | 0:38 | Newcastle upon Tyne, England           |                                                                  |